# 克瓦尔巴
克瓦尔巴是法罗群岛的市镇及同名村庄。村庄位于苏德岛东北部克瓦尔巴峡湾的底部，而市镇范围则还覆盖小迪门岛。2021年1月时市镇人口数量为670人，其中599人住在同名村庄里。

## 隧道
有两条隧道连接克瓦尔巴村至邻近的村庄。向南的克瓦尔巴隧道（1450米）通往Trongisvágur村和特沃罗伊里村。向北的桑维克隧道（1500米）通往桑维克村。2019年时开始修筑一条新的隧道通往Trongisvágur，预计在2021年完工。

## 体育
本地的足球俱乐部为罗因克瓦尔巴（罗因足球俱乐部）。

## 图集

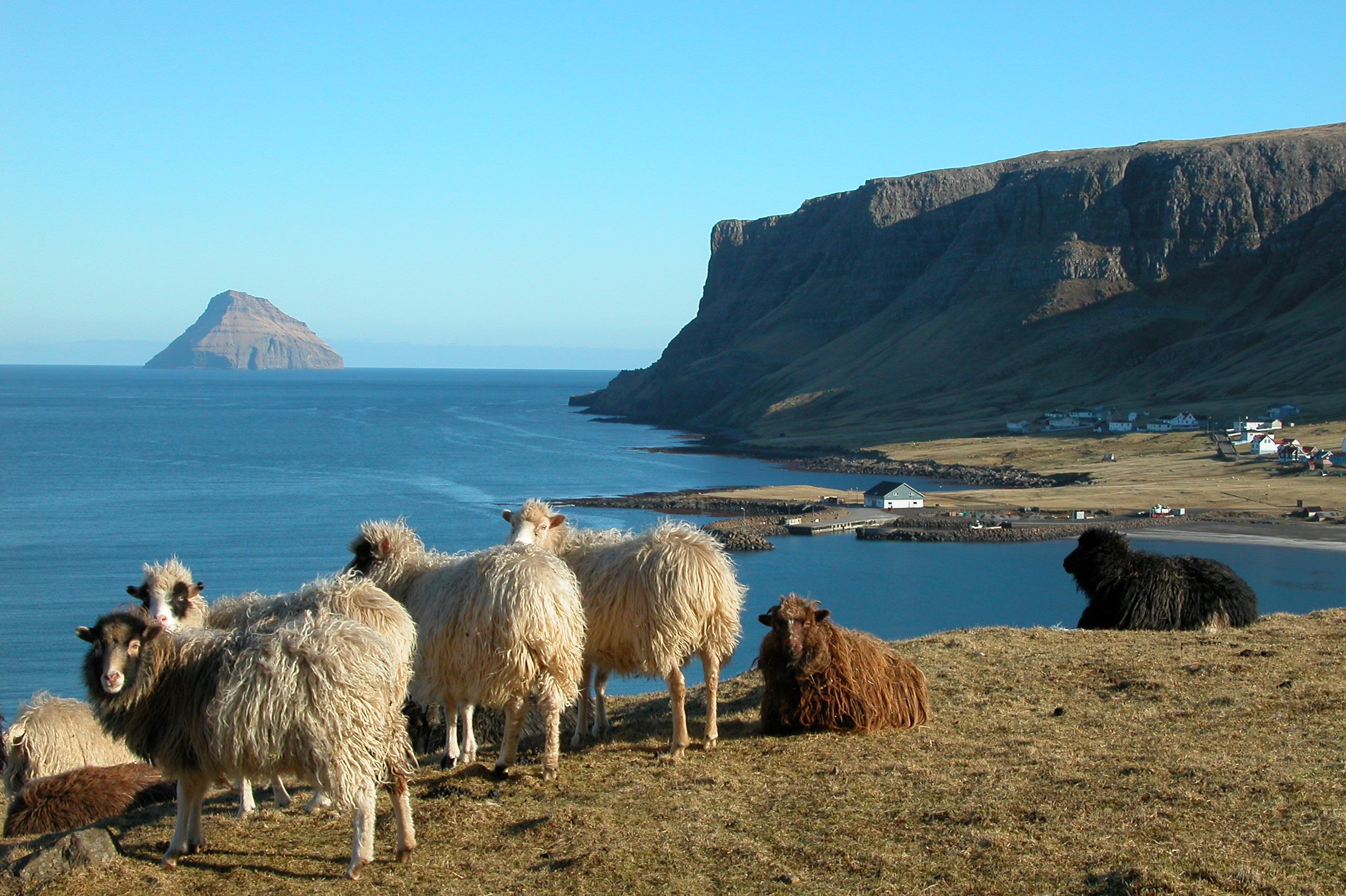
克瓦尔巴峡湾，背景为小迪门岛
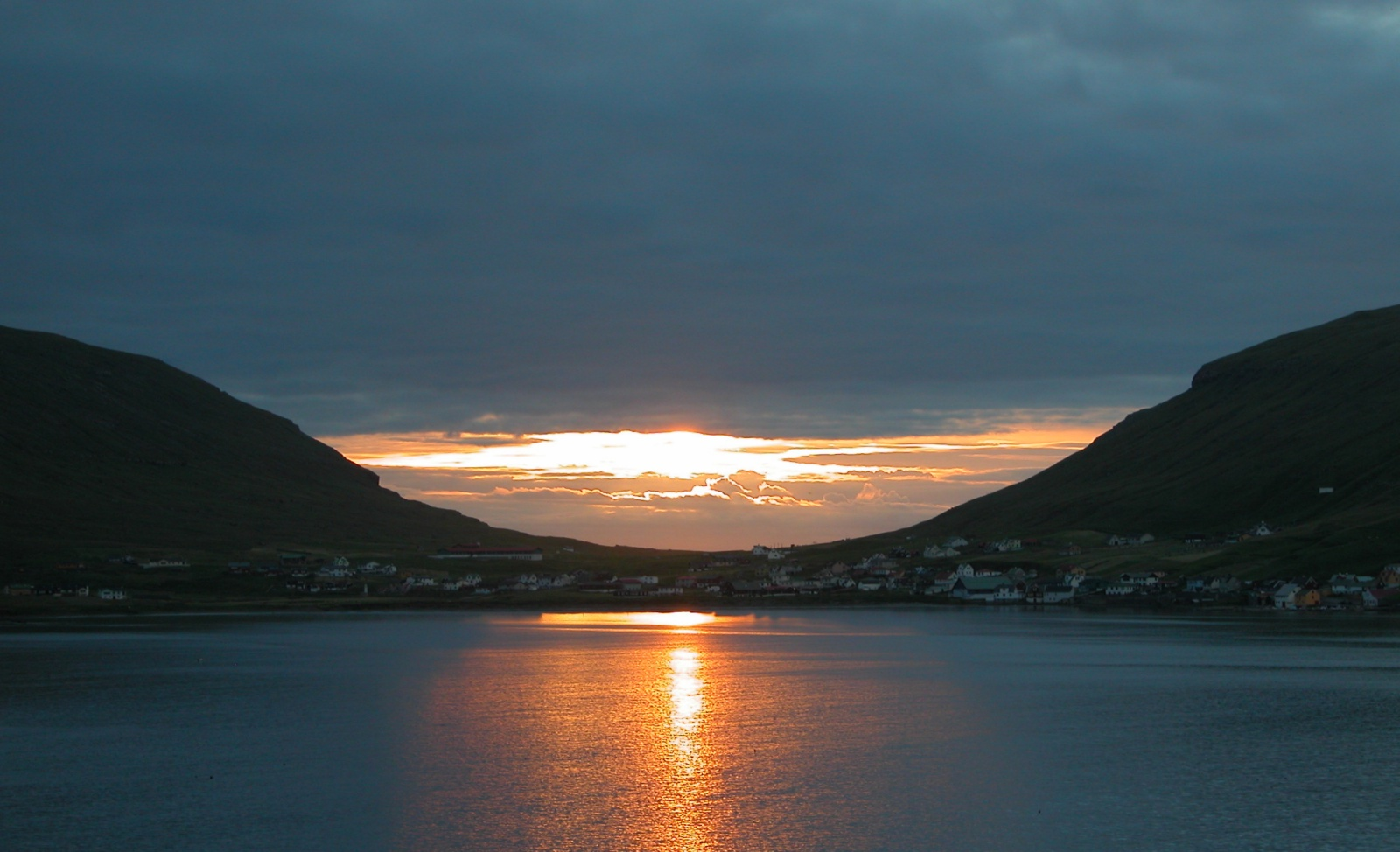
从海上眺望克瓦尔巴的日落
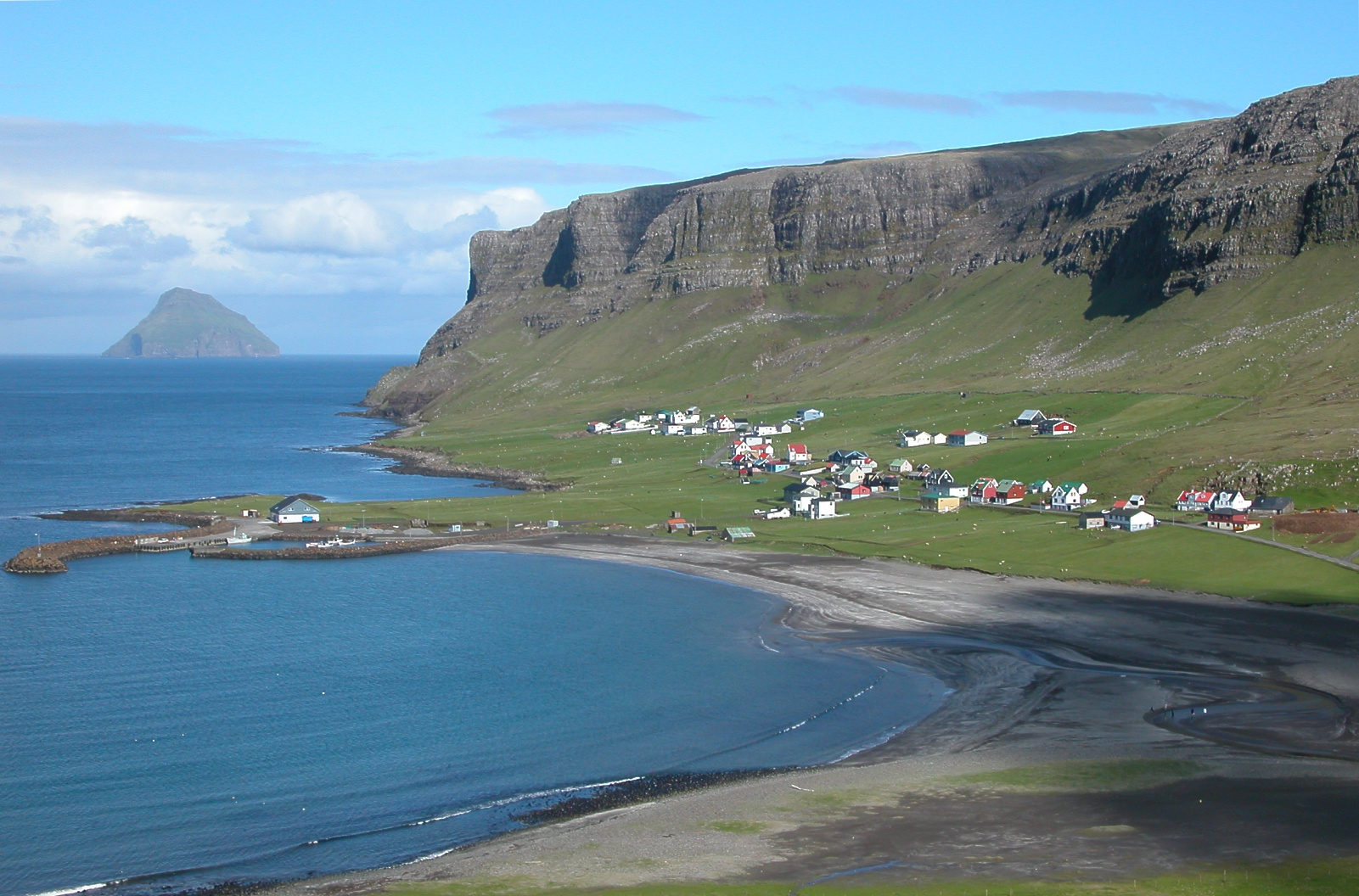
正午时的克瓦尔巴内斯村
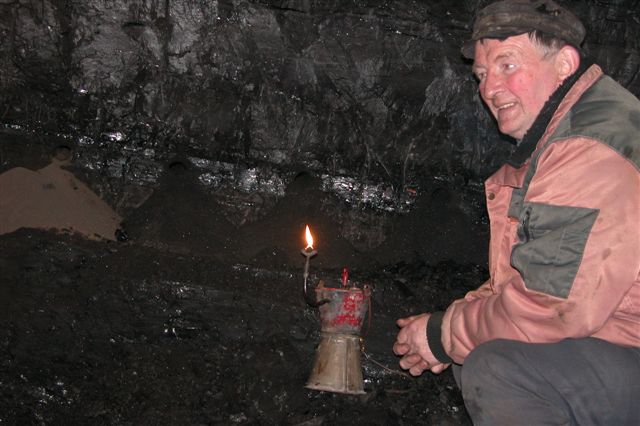
克瓦尔巴南边的煤矿
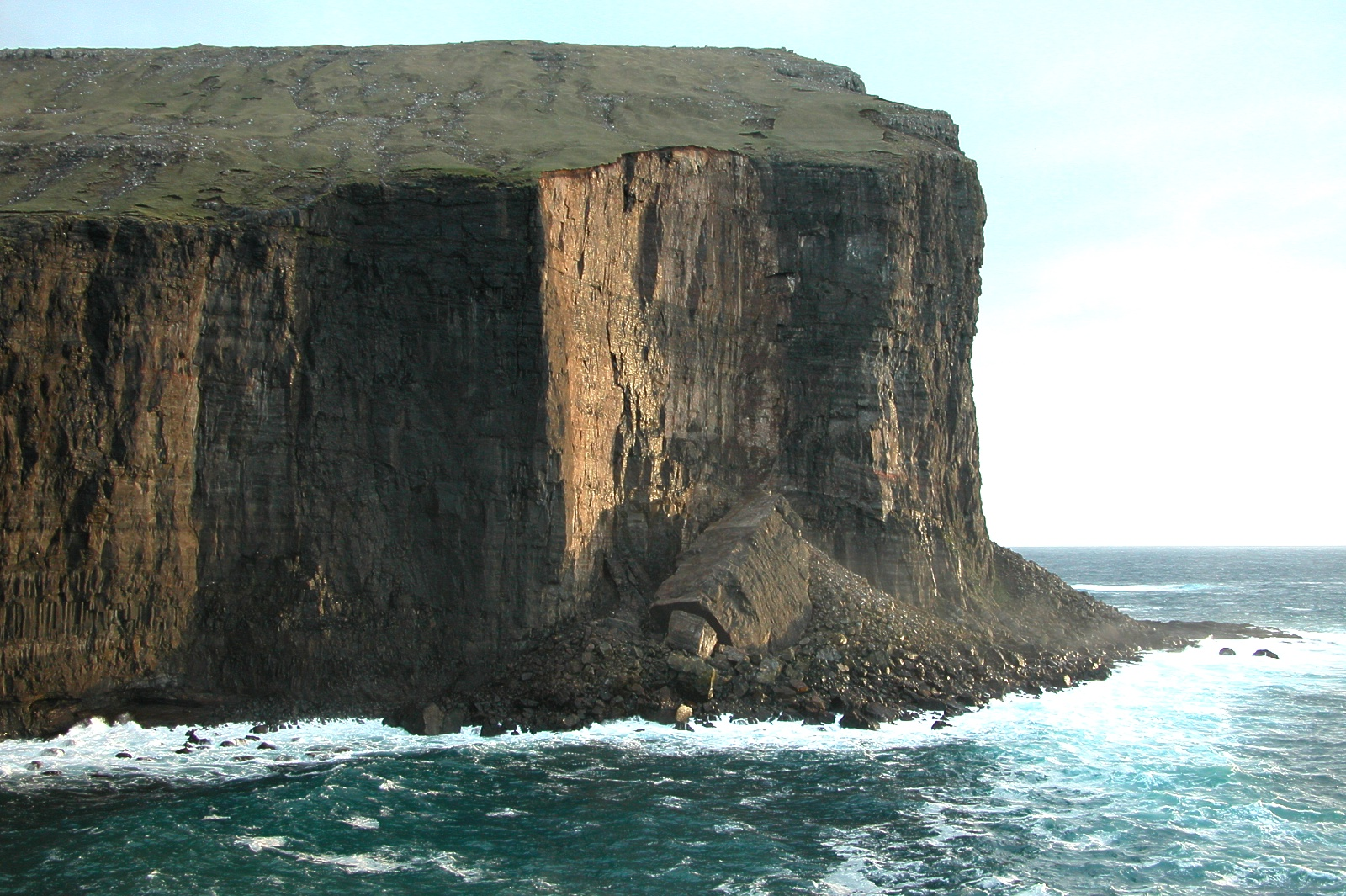
海边的悬崖
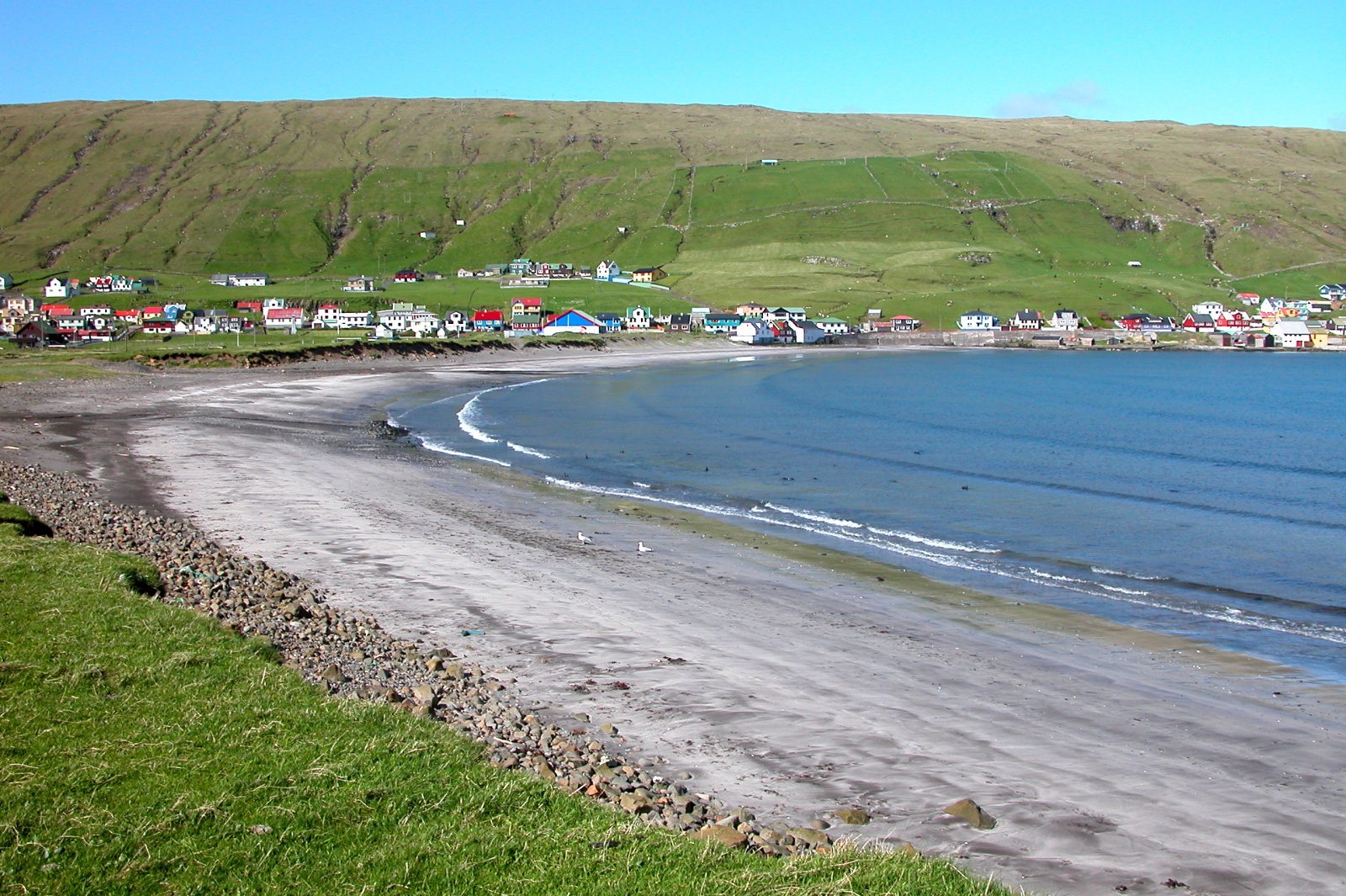
克瓦尔巴的沙滩
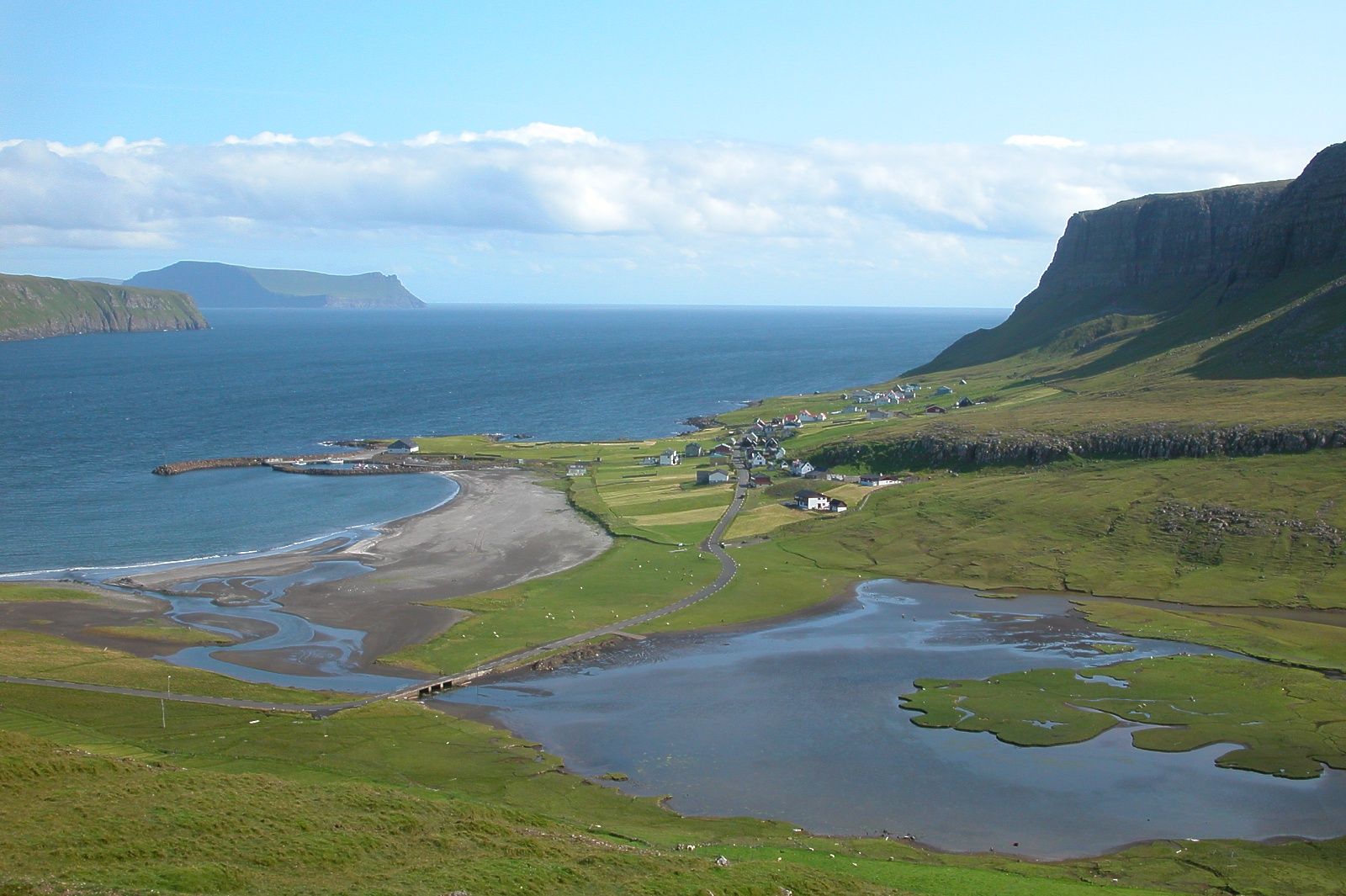
内斯村的沙滩，背景为大迪门岛